# Солона (притока Гнилого Єланця)
Солона — річка в Україні, у межах Братського і Єланецького районів Миколаївської області. Права притока Гнилого Єланця (басейн Південного Бугу).

## Опис
Довжина річки 30 км, площа басейну 428 км². Долина трапецієподібна, завширшки до 1,6 км, завглибшки до 60 м; у пониззі правий берег значно вищий і стрімкіший від лівого. Заплава завширшки до 30 м. Річище слабозвивисте, завширшки до 2 м; влітку пересихає. Похил річки 2,0 м/км. Споруджено декілька ставків.

## Розташування
Солона бере початок біля села Новопетрівки. Тече переважно на південь, у нижній течії — на південний схід. Впадає до Гнилого Єланця на захід від села Новосафронівки.

## Притоки
- Скаржинського Капуцита (права).